# جورج ريتش
جورج ريتش (بالإنجليزية: George Rich)‏ هو قاضي أسترالي، ولد في 3 مايو 1863 في Braidwood, New South Wales ‏ في أستراليا، وتوفي في 14 مايو 1956 في سيدني في أستراليا.